# Pardosa mixta
Pardosa mixta là một loài nhện trong họ Lycosidae.
Loài này thuộc chi Pardosa. Pardosa mixta được Wladislaus Kulczynski miêu tả năm 1887.